# Les Aventures de Sam
 (novembre 2020).
Les Aventures de Sam (The Adventures of Sam) est une série télévisée d'animation australienne en treize épisodes de 24 minutes produite par l'Australian Film Finance Corporation (en) et Southern Star Entertainment, diffusée du 29 janvier au 23 avril 1999 sur ABC.
En France, elle a été diffusée durant l'année 2005 sur France 5 dans l'émission Midi les Zouzous. Elle a également été diffusée sur Toon Disney et Disney Channel au Royaume-Uni, TV2 en Nouvelle-Zélande, Kids Central à Singapour, Arutz HaYeladim en Israël, K-T.V. World en Afrique du Sud, Disney Channel en Malaisie et RTÉ2 en Irlande.

## Synopsis
Dans les années 1850, un jeune marin nommé Sam Donahue part pour de nombreuses aventures autour du monde tout en essayant de retrouver son frère Tom. Il découvre des mondes et des cultures différents.

## Commentaires
La série était également bien connue pour sa musique de thème de Nerida Tyson-Chew qui a été nommée pour plusieurs prix. La série a également été diffusée sur trois vidéos en 1999 par PolyGram Video, chacune contenant quatre épisodes présentant tous les épisodes à l'exception du dernier "Nouveau Commencement" (Begin Again).